# Studiobühne Bayreuth

Logo der Studiobühne Bayreuth

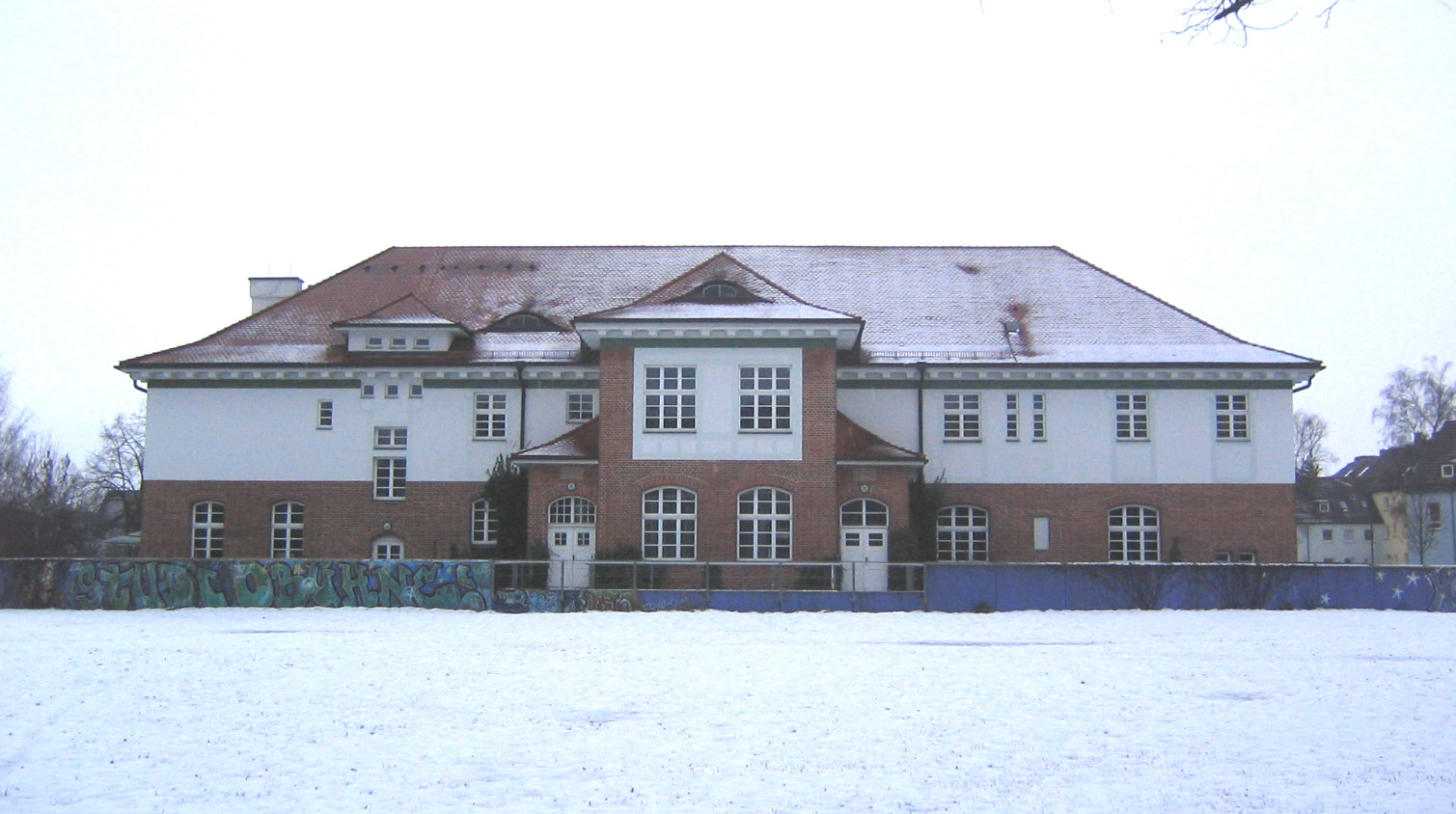
Haus der Studiobühne Bayreuth

Die Studiobühne Bayreuth ist ein im Jahr 1980 in Bayreuth gegründetes Ensemble unter professioneller Leitung, das mit ambitionierten Amateuren ein regelmäßiges ganzjähriges Theaterprogramm erarbeitet und anbietet. Durch Gastspiele (z. B. Deutsche Oper Berlin und Semperoper in Dresden) hat die Studiobühne Bayreuth auch überregional Aufmerksamkeit erregt.

## Geschichte
Bei gemeinsamer Theaterarbeit im Rahmen des Internationalen Jugendfestspieltreffens lernte sich der Kern der späteren Studiobühne 1976 kennen. Erste Pläne für ein eigenes Theater entstanden 1980, Gründungsmitglieder waren u. a. der Schweizer Regisseurs Werner Hildenbrand, Uwe Hoppe und Eberhard Wagner.  In jenem Jahr wurde unter der Leitung von Hildenbrand, der das Theater bis heute leitet, im „Theater im Schützenhaus“ der Spielbetrieb aufgenommen. Zunächst mit wechselnden Spielstätten, konnte das Theater im Herbst 1982 ein ehemaliges Offizierskasino im Kasernenviertel als ständiges Domizil beziehen. Mit Hilfe der Stadt Bayreuth, dem Hauseigentümer, wurde das Gebäude bis 1997/98 renoviert und zum festen Theater mit ganzjährigem Spielbetrieb umgebaut. Das Ensemble besteht aus etwa 100 Mitgliedern, im Jahr werden durchschnittlich 14 Eigenproduktionen (davon meistens zwei Uraufführungen) in rund 240 Aufführungen gespielt.

## Programm und Spielorte

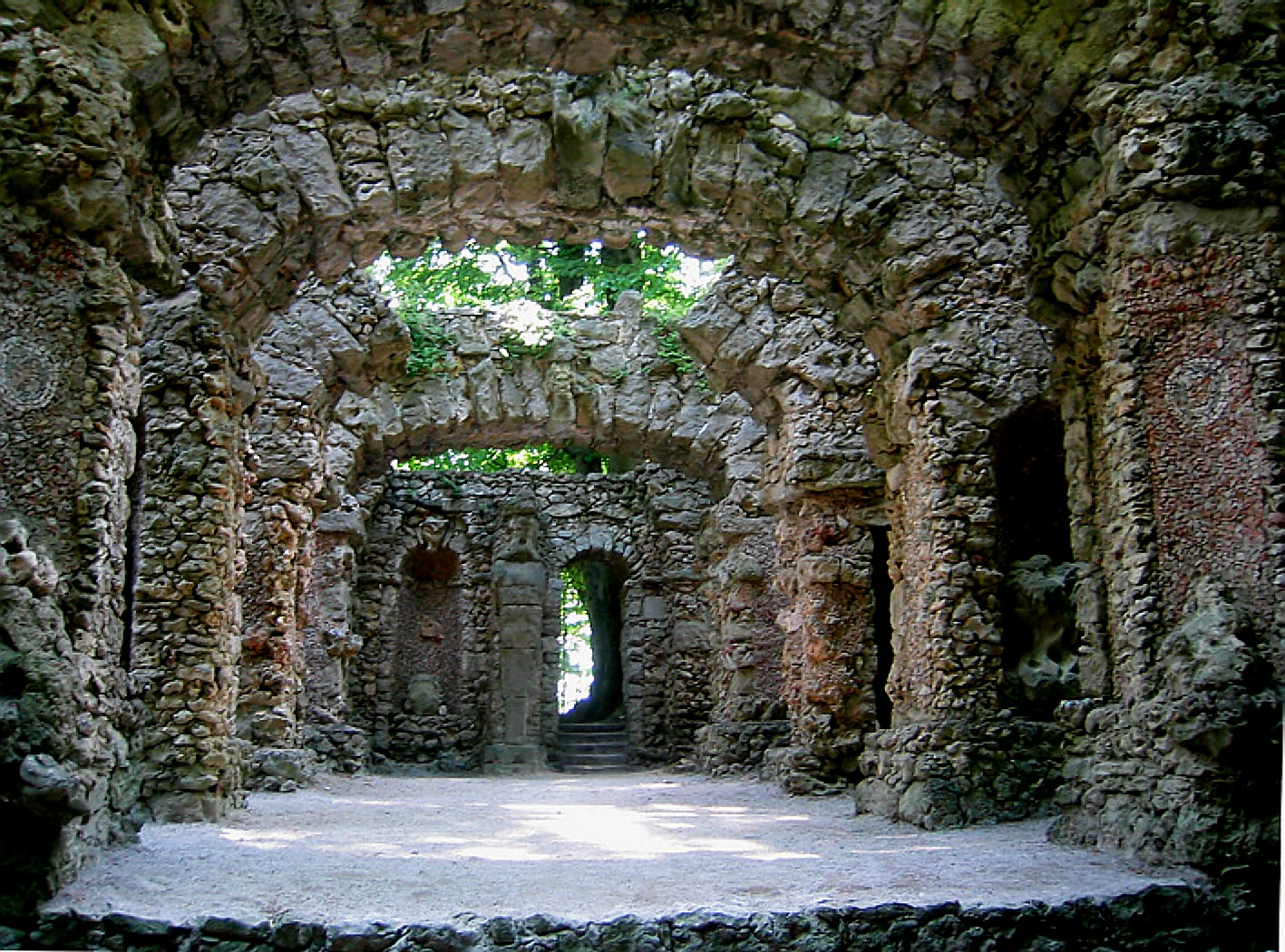
Felsentheater in Sanspareil

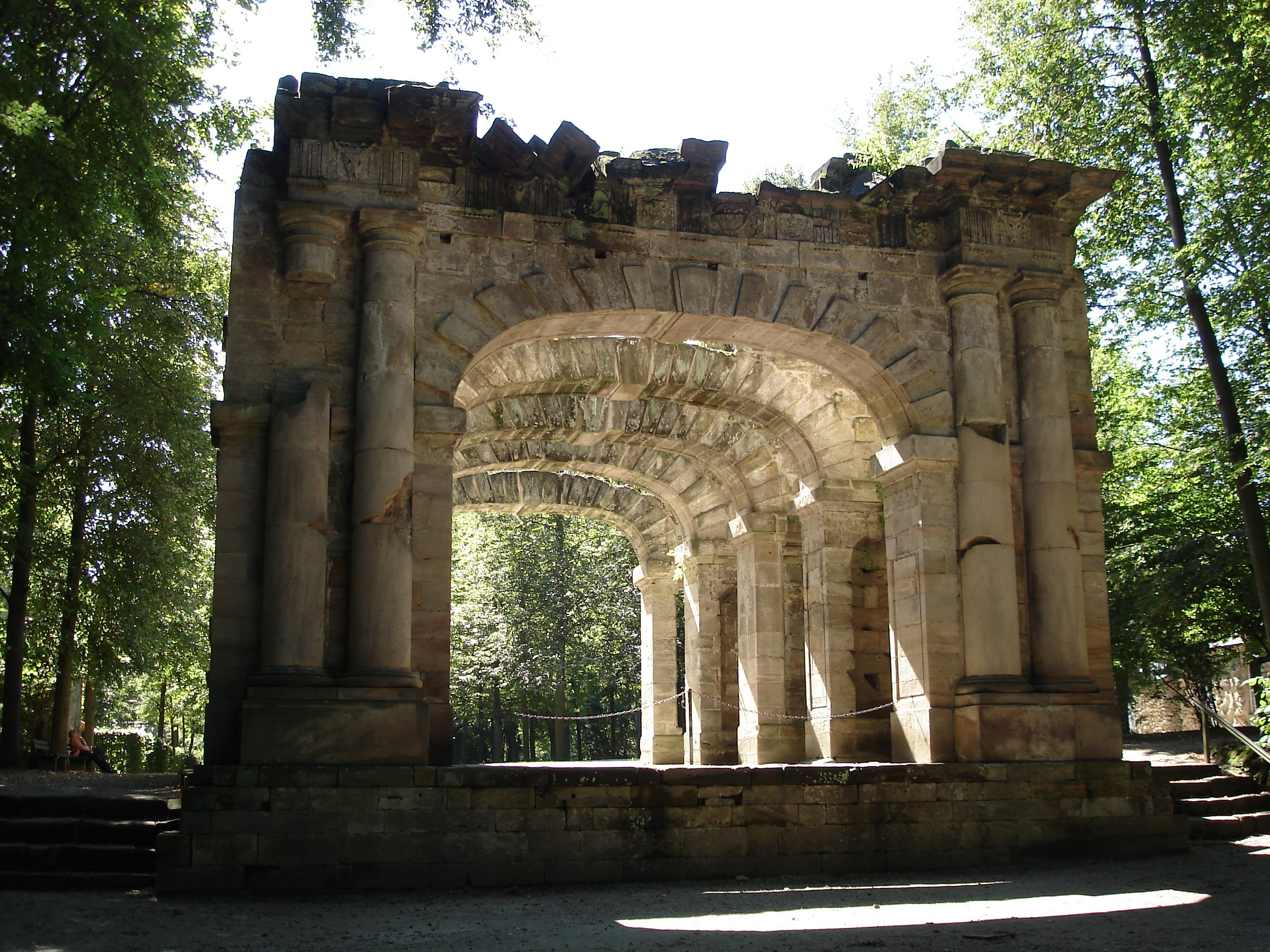
Ruinentheater der Eremitage

Im Sommer bespielt die Studiobühne auch historische Stätten in Bayreuth, so das Ruinentheater der Markgräfin Wilhelmine im Schlosspark der Bayreuther Eremitage (erstmals 1981) und das Felsentheater in Sanspareil. Außerdem gibt es parallel zu den Bayreuther Festspielen seit 1982 die seit 25 Jahren feste Einrichtung der Wagner-Parodien im Innenhof der Bayreuther Klavierfabrik Steingraeber, wo Sprechtheater-Adaptionen der Werke Richard Wagners geboten werden.
Bis 1990 wurden 67 Stücke, darunter 24 Uraufführungen, inszeniert. Seit 1989 nutzt das Ensemble die Katakomben unterhalb der Stadt für Theaterzwecke. Das „studio mobile“ gastiert zudem auf Einladung in Wohnzimmern im Bayreuther Raum.
Im Jahr 1990 erfolgte durch die Studiobühne Bayreuth die Uraufführung eines lange verschollen geglaubten ersten dramatischen Versuchs, der Tragödie Leubald (WWV 1) des jungen Richard Wagner unter der Leitung von Uwe Hoppe (Inszenierung) und Karlheinz Beer (Bühnenbild).

## Auszeichnungen
- 1992: Kulturpreis der Stadt Bayreuth[3]
- 1992: Friedrich-Baur-Preis für Darstellende Kunst
- 1993: Medaille pro meritis des Bayerischen Kultusministeriums für den Leiter der Studiobühne Werner Hildenbrand
- 1998: Bundesverdienstkreuz am Bande für Werner Hildenbrand für herausragende Verdienste im kulturellen Bereich

## Finanzierung und Förderung
Die Studiobühne Bayreuth finanziert sich durch eigene Einnahmen und wird gefördert von:
- Stadt Bayreuth
- Freistaat Bayern
- Landkreis Bayreuth
- Bezirk Oberfranken
- Freundeskreis der Studiobühne Bayreuth e. V.